# Isis dichotoma
Isis dichotoma is een zachte koraalsoort uit de familie Isididae. De koraalsoort komt uit het geslacht Isis. Isis dichotoma werd in 1766 voor het eerst wetenschappelijk beschreven door Pallas. 